# حسين أباد (بايين خيابان ليتكوة)
حسين أباد (بالفارسية: حسین‌آباد) هي قرية تقع في إيران في قسم بایین خیابان لیتکوة الريفي. يقدر عدد سكانها بـ 860 نسمة .